# Paul Blumenfeld
Paul Blumenfeld (geboren am 12. April 1901 in Berlin; gestorben am 25. April 2001 in London) war ein deutscher Violoncellist und Musikpädagoge.

## Leben

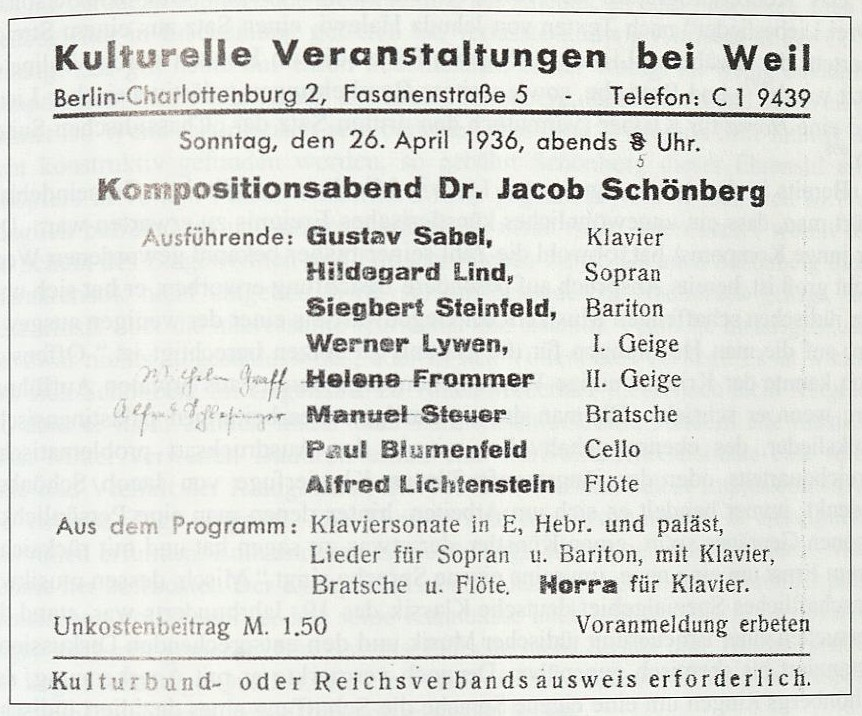
Paul Blumenfeld spielt Jakob Schönberg (1936)

Paul Blumenfeld wurde im Berliner Bezirk Moabit geboren. Er stammte aus einer jüdischen Familie, seine Eltern waren der Kaufmann Julius Blumenfeld (* 1863, Hamburg) und Ida Blumenfeld, geb. Silbermann (* 1869, Berlin). Er erhielt privat Unterricht im Geigen- und Cellospiel und studierte anschließend von Herbst 1921 bis Frühjahr 1928 an der Hochschule für Musik Berlin Violoncellospiel. Seine künstlerische Laufbahn begann Blumenfeld 1929 als Cellist im Bruinier-Quartett. Er war auch Mitglied des Orchesters der Funk-Stunde Berlin und des Tobis-Filmorchesters, bis er 1933 wegen seines jüdischen Glaubens mit Auftrittsverbot belegt wurde. 1933 schloss er sich dem Kulturbund Deutscher Juden an und wurde als Cellist von 1936 bis 1939 Mitglied des so genannten Mendelssohn-Trios. Von September 1937 bis zu seiner Emigration 1939 lehrte er Violoncello an der „Jüdischen privaten Musikschule Hollaender“. Anfang Juni 1939 floh Paul Blumenfeld, zusammen mit seiner Ehefrau Charlotte und seinen Eltern, nach England, wo er von 1943 bis 1960 seine Cellisten-Karriere in diversen Formationen wie dem Polish String Quartet, dem Ballet Rambert Orchestra und dem Orchester der Sadler’s Wells Opera Company fortsetzte. Darüber hinaus trat Blumenfeld in mehreren jüdischen Einrichtungen auf und gab Cello-Unterricht. Der Musiker starb knapp zwei Wochen nach seinem 100. Geburtstag in seinem englischen Exil.